# 2 Glynrhondda Street

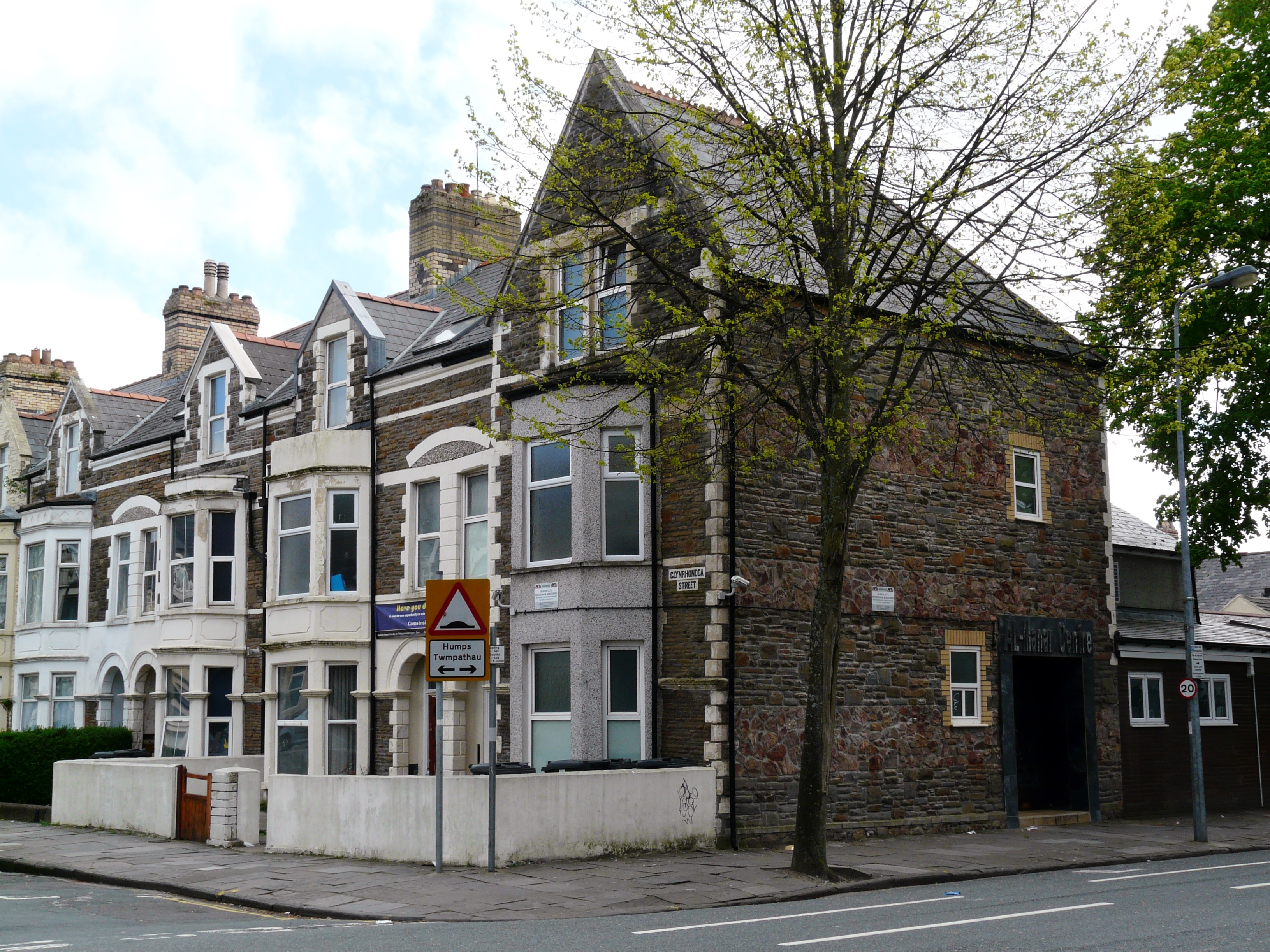
Al-Manar Centre, 2 Glynrhondda Street

In der 2 Glynrhondda Street in Cathays, Cardiff, Wales, Vereinigtes Königreich, befindet sich eine Moschee, die aufgrund eines Übertragungsfehlers in den amtlichen Registern vorübergehend als die erste Moschee in Großbritannien galt.

## Bauwerk und Nutzung
Das Gebäude 2 Glynrhondda Street ist ein im späten 19. Jahrhundert errichtetes Reihen-Eckhaus ohne besondere architektonische Merkmale. Es wurde ursprünglich als Wohnhaus genutzt.
1991 wurde das Gebäude in das Verzeichnis der Sakralbauten aufgenommen. Die heute in dem Gebäude untergebrachte Moschee ist eigenen Angaben zufolge 1992 gegründet worden und trägt den Namen Al-Manar Centre. Ein weiterer Name für sie ist Masjid-e-Abu Hurairah (‚Abu-Hurairah-Moschee‘), nach Abū Huraira, einem Gefährten des Propheten Mohammed.

## Erste Moschee in Großbritannien
Bis vor wenigen Jahren galt das Gebäude als der Sitz der ersten Moschee in Großbritannien, die dem amtlichen Register von Sakralbauten zufolge 1860 als Place of Meeting for Religious Worship eingetragen worden war. Diese Darstellungen fanden Eingang in eine Reihe von Veröffentlichungen, einschließlich solcher mit akademischem Hintergrund. Beispiele sind die Angaben, dass jemenitische Seeleute bereits 1860 ein Haus in Cardiff als Moschee registrieren ließen, oder dass 1860 in der 2 Glynrhondda Street eine im Register der Sakralbauten aufgeführte Moschee existiert habe. Eine Gruppe von Forschern des Centre for the Study of Islam in the UK an der Universität Cardiff, unter der Leitung der Theologin Sophie Gilliat-Ray, führte in den Jahren 2008 und 2009 eine Studie zum religiösen Leben britischer Muslime im 19. und frühen 20. Jahrhundert durch. Bei der Überprüfung der Angaben zur „ältesten Moschee in Großbritannien“ konnten sie nachweisen, dass die angebliche Registrierung im Jahr 1860 auf einem Schreibfehler bei der tatsächlichen Registrierung 1991 beruhte.

## Hintergrund
In Cardiff wie in anderen britischen Hafenstädten lebten seit der Mitte des 19. Jahrhunderts Seeleute aus dem ganzen britischen Weltreich. Sie verbrachten die Zeit bis zur nächsten Fahrt in Herbergen in der Hafengegend, überwiegend ohne sesshaft zu werden. Viele dieser Seefahrer waren Muslime, und von diesen kam wiederum ein großer Anteil aus dem britischen Protektorat Aden, dem heutigen Jemen. Ihre Zahl wurde um 1930 für Cardiff auf etwa 1.800 geschätzt. Noch in der zweiten Hälfte des 20. Jahrhunderts, in der sich von Angehörigen anderer Volksgruppen die Mehrheit in London niederließ, zog es die meisten jemenitischen Einwanderer nach Cardiff, in dem bis heute die meisten Einwanderer aus dem Jemen leben.
Bereits in einem frühen Stadium der Forschungsarbeiten von 2008 und 2009 kamen Zweifel an der bis 1860 zurückreichenden Geschichte der Moschee auf. Diese waren in der großen Entfernung zum Hafengebiet und in der wirtschaftlichen Situation damaliger Seeleute begründet, denen ein Hauskauf kaum möglich war. Schon in einem 2004 geführten Interview mit einem seit 60 Jahren aktiven führenden Mitglied der islamischen Gemeinschaft in Cardiff fiel auf, dass die Moschee in seinen Erinnerungen keine Erwähnung fand. Erste Nachforschungen in dem vom Grundbuchamt geführten Straßenverzeichnis erbrachten die Feststellung, dass die Glynrhondda Street erst um 1880 gebaut wurde.
Die weitere Überprüfung der Originaldokumente des Registers der Sakralbauten in England und Wales führten zu der Erkenntnis, dass die Registrierungsnummer 8149 am 5. Juli 1858 für eine kongregationalistische Kirche in Pembrokeshire vergeben worden war. Die am 17. Oktober 1991 in Cardiff registrierte Moschee in der 2 Glynrhondda Street hätte die Nummer 78149 erhalten müssen, tatsächlich war bei der handschriftlichen Eintragung der Nummer die führende Ziffer vergessen worden. Zu einem späteren Zeitpunkt führten Nachfragen mit der verkürzten Nummer zu der Angabe „um 1860“ für die Eintragung der Moschee.

## Untersuchung der Legende
Der Nachweis, dass es um 1860 keine Moschee in Cardiff gegeben hat, veranlasste die Forscher zu einer näheren Untersuchung der Legende, in Bezug auf die Umstände ihrer Entstehung und Verbreitung, ihrer Bedeutung für die Muslime in Cardiff und ganz Großbritannien, und die Folgen ihrer Widerlegung. Nachforschungen mithilfe einer Websuchmaschine erbrachten das Resultat, dass die falsche Angabe um das Jahr 2002 im Internet auftauchte und seither weite Verbreitung gefunden hat. Eine maßgebliche Rolle kam Zeitungen wie dem Guardian, den Arab News und der Financial Times zu, die jeweils über die seit 1860 bestehende Moschee in der 2 Glynrhondda Street berichteten, sich aber in keinem Fall auf akademische Quellen stützten. Ein Schwerpunkt lag auf reinen Internetquellen wie Wikipedia, den Websites des Muslim Council of Britain und anderer islamischer Organisationen, amtlichen Websites zur Förderung des Fremdenverkehrs oder der Integration von Migranten, sowie zahlreichen Internetforen und Blogs mit politischem, religiösem oder akademischem Hintergrund.
Die kontinuierliche Wiederholung der Legende trug ebenso zu ihrer Glaubwürdigkeit bei wie die ungeprüfte Übernahme durch anerkannte Medien. Bei der Darstellung auf Websites islamischer Vereinigungen, lokaler Fremdenverkehrsinitiativen oder politischer Parteien im Ringen um muslimische Wählerstimmen konnte noch die Unabhängigkeit in Zweifel gezogen werden. Die Veröffentlichungen in seriösen Tageszeitungen, einem Buchkapitel des Wissenschaftlers Khizar Humayun Ansari und weiteren akademischen Publikationen, einschließlich solcher des Centre for the Study of Islam in the UK, machte die Behauptung der Gründung einer Moschee um 1860 kaum noch angreifbar.
In den Darstellungen wurde die Angabe in unterschiedlicher Weise wiedergegeben, am häufigsten als die simple Tatsachenbehauptung, dass die Moschee 1860 gegründet wurde oder bestanden habe. Andere Meldungen enthielten relativierende Zusätze wie „gilt als erste Moschee“, darüber hinaus gab es stark ausgeschmückte Varianten, die eine „Gründung durch jemenitische Seefahrer“ behaupteten oder sich auf „detaillierte Aufzeichnungen“ beriefen.
Die Darstellung des Al-Manar Centre als die erste Moschee in Großbritannien war für die Wissenschaft von Bedeutung, weil die Einrichtung einer Moschee ein sicheres Zeichen für gefestigte Strukturen einer religiösen Gruppe ist, und auf die Bereitschaft zu einer dauerhaften Niederlassung hindeutet. Für Historiker war es einfach, die Angaben zur ersten Moschee in Großbritannien um einige Jahrzehnte zu korrigieren. Als älteste Moschee Großbritanniens gilt nunmehr das 1889 von William Henry Quilliam gegründete Liverpool Muslim Institute. Es ist jedoch sehr wahrscheinlich, dass es bereits vor 1889 in den großen Seehäfen und Handelszentren nicht registrierte Orte für die Religionsausübung gab.
Von größerer Tragweite war die Enthüllung für viele Muslime in Cardiff und ganz Großbritannien, für die eine 150 Jahre zurückreichende Geschichte ein wesentlicher Teil ihrer Identität geworden war. Das große Bedürfnis, die Wurzeln der eigenen religiösen Gruppe weit in der Vergangenheit zu suchen, wird als begünstigender Faktor für die rasche Verbreitung und zunehmende Ausschmückung der Legende betrachtet. Dabei entfalteten die Berichte auch eine verbindende Wirkung für Muslime verschiedener Herkunft und Glaubensrichtungen, weil das Jahr 1860 weit genug zurücklag, um die alleinige Vereinnahmung durch einzelne Gruppen zu verhindern. Die Verbreitung der falschen Information gilt als gut dokumentiertes Beispiel einer urbanen Legende. Sie wurde zum Anlass genommen, die bis heute weitgehend unerforschte Geschichte der muslimischen Bevölkerung in Großbritannien näher zu untersuchen.